# Colin McRae Rally 3
Colin McRae Rally 3 é um jogo eletrônico de corridas desenvolvido pela produtora britânica Codemasters e lançado em 2003 para PlayStation 2, Windows e Xbox. Haveria ainda uma versão para Nintendo GameCube, mas acabou sendo cancelada.